# Isa (magazine)
Pour les articles homonymes, voir ISA.
Isa est un magazine féminin mensuel. En France métropolitaine, son prix de vente en kiosque est de 1,80 € (septembre 2006).
Lagardère Active a annoncé le lundi 5 novembre 2007 qu'il arrêtait la parution du mensuel après le numéro de décembre.

## Contenu rédactionnel
Le magazine contient rubriques sur la mode, le cinéma, la littérature, la musique, la décoration, les cosmétiques, de nouveaux aliments, des conseils pour être serein et en bonne forme, des interviews de stars ou de personnes inconnues, des recettes de cuisine, une numéroscopie et un horoscope.
Ce magazine a été créé par Isabelle Catélan. Initialement, le magazine devait d’ailleurs s’appeler Isabelle lors de son numéro zéro.